# Svenska mästerskapen i kortbanesimning 1990
Svenska mästerskapen i kortbanesimning 1990 avgjordes i Göteborg 1990. Det var den 38:e upplagan av kortbane-SM. Noterbart för detta år är att kortbane-SM simmades i 50-metersbassäng.

## Medaljsummering

### Herrar
| Gren            | Guld                          | Guld                          |
| 50 m frisim     | Lars-Ove Jansson 22,66        | Upsala S                      |
| 100 m frisim    | Tommy Werner 50,40            | Karlskrona SS                 |
| 200 m frisim    | Anders Holmertz 1.49,67       | Motala SS                     |
| 400 m frisim    | Anders Holmertz 3.52,93       | Motala SS                     |
| 1500 m frisim   | Björn Möller 16.08,39         | Malmö KK                      |
| 50 m fjärilsim  | Jan Karlsson 24,96            | Borlänge SS                   |
| 100 m fjärilsim | Jan Bidrman 55,62             | Malmö KK                      |
| 200 m fjärilsim | Stefan Pärlklo 2,04,82        | Stockholmspolisens IF         |
| 50 m ryggsim    | Göran Sköld 27,11             | Södertörns SS                 |
| 100 m ryggsim   | Niklas Håkansson 58,44        | Stockholmspolisens IF         |
| 200 m ryggsim   | Niklas Håkansson 2.08,11      | Stockholmspolisens IF         |
| 50 m bröstsim   | Anders Stensson 29,99         | Upsala S                      |
| 100 m bröstsim  | Jan Stensson 1.05,91          | Upsala S                      |
| 200 m bröstsim  | Magnus Leth 2.24,13           | SK Poseidon                   |
| 200 m medley    | Jan Bidrman 2.03,51           | Malmö KK                      |
| 400 m medley    | Jan Bidrman 4.23,95           | Malmö KK                      |
| 4x50 m frisim   | Upsala S 1.33,33              | Upsala S 1.33,33              |
| 4x100 m frisim  | Karlskrona SS 3:22.93         | Karlskrona SS 3:22.93         |
| 4x100 m medley  | Stockholmspolisens IF 3.52,90 | Stockholmspolisens IF 3.52,90 |

### Damer
| Gren            | Guld                      | Guld                   |
| 50 m frisim     | Louise Karlsson 26,64     | Skärets SS             |
| 100 m frisim    | Eva Nyberg 58,06          | Mariestads SS          |
| 200 m frisim    | Malin Nilsson 2.02,98     | Malmö KK               |
| 400 m frisim    | Malin Nilsson 4.20,69     | Malmö KK               |
| 800 m frisim    | Malin Nilsson 8.57,15     | Malmö KK               |
| 50 m fjärilsim  | Louise Karlsson 27,98     | Skärets SS             |
| 100 m fjärilsim | Therese Lundin 1.01,24    | Simklubben S02         |
| 200 m fjärilsim | Therese Lundin 2.15,76    | Simklubben S02         |
| 50 m ryggsim    | Annelie Johansson 31,77   | Västerås SS            |
| 100 m ryggsim   | Camilla Olsson 1.06,30    | Malmö KK               |
| 200 m ryggsim   | Camilla Olsson 2.20,00    | Malmö KK               |
| 50 m bröstsim   | Louise Karlsson 32,76     | Skärets SS             |
| 100 m bröstsim  | Louise Karlsson 1.10,7    | Skärets SS             |
| 200 m bröstsim  | Charlotte Humling 2.36,25 | Sandvikens SoHK        |
| 200 m medley    | Malin Gustavsson 2.20,09  | Kristianstads SLS      |
| 400 m medley    | Andrea Bohlin 5.03,05     | Växjö SS               |
| 4x50 m frisim   | Helsingborgs S 1.48,51    | Helsingborgs S 1.48,51 |
| 4x100 m frisim  | Malmö KK 3.56,03          | Malmö KK 3.56,03       |
| 4x100 m medley  | Malmö KK 4.27,54          | Malmö KK 4.27,54       |